# Careggine
Careggine är en ort och kommun i provinsen Lucca i regionen Toscana i Italien. Kommunen hade 536 invånare (2018).